# Ferenc Veress
Ferenc Veress (n. 1 septembrie 1832, Cluj, Imperiul Austriac – d. 3 aprilie 1916, Cluj, Austro-Ungaria) a fost un fotograf și inventator maghiar.

## Biografie
Ferenc Veress a început să practice fotografia datorită cunoștințelor și rudelor sale aristocrate, soția lui Károly Apor fiind rudă cu soția lui Veress. Baronul Károly Apor, șambelan regal și președinte al Curții de Justiție din Transilvania, l-a sprijinit pe Ferenc Veress în cercetările sale fotografice, el însuși implicat în fotografie, fiind un dagherotipist amator.
În 1852, și-a deschis propriul atelier în Cluj. Acesta a devenit în scurt timp un loc de întâlnire pentru membrii comunității creative locale, cum ar fi scriitorul Mór Jókai, pictorul Mihály Munkácsy⁠(d), savantul Sámuel Brassai și poetul Márton Debreczeni. În 1858, a deschis un studio de artă și fotografie împreună cu prietenul său, pictorul György Vastagh⁠(d).
În 1862, a scris un articol pentru revista Ország Tükre (Reflecții asupra națiunii), în care sugera ca dagherotipurile să fie păstrate în muzee. Trei ani mai târziu, a devenit fotograf oficial al Asociației Muzeelor din Transilvania, dar abia în 1874 Muzeul Național Maghiar a inclus fotografiile în colecția sa. În 1880, prima expoziție de fotografie a avut loc la Galeria de Artă din Budapesta. În anul următor, a devenit profesor de fotografie la universitatea din Cluj. A început să publice o revistă în 1882, Fényképészeti Lapok (Jurnalul fotografic), cu sprijinul financiar al vechiului său mentor, baronul Károly Apor. Revista a fost publicată până în 1888.
În jurul anului 1890, având probleme financiare, a fost nevoit să închirieze o parte din atelierul său. Cinci ani mai târziu, a lansat un apel către cei peste 400 de fotografi din Ungaria, pentru a surprinde peisajele, clădirile și persoanele celebre din țara lor și a crea o colecție națională unică. A încercat să obțină ajutorul căilor ferate pentru a oferi transport gratuit pentru acest proiect, dar nu a avut succes, iar societățile fotografice au rămas indiferente, așa că a propus înființarea unei Cooperative a fotografilor.
Până în 1897, renunțase în totalitate la atelierul său, deși a continuat experimentele cu culoare pe care le conducea încă din 1881. Ultimele sale fotografii cunoscute datează din 1911. Fiul său, Zoltan Veress, a devenit un pictor bine cunoscut.

## Fotografii

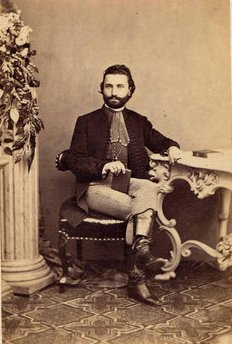
Portretul tenorului Richárd Pauli
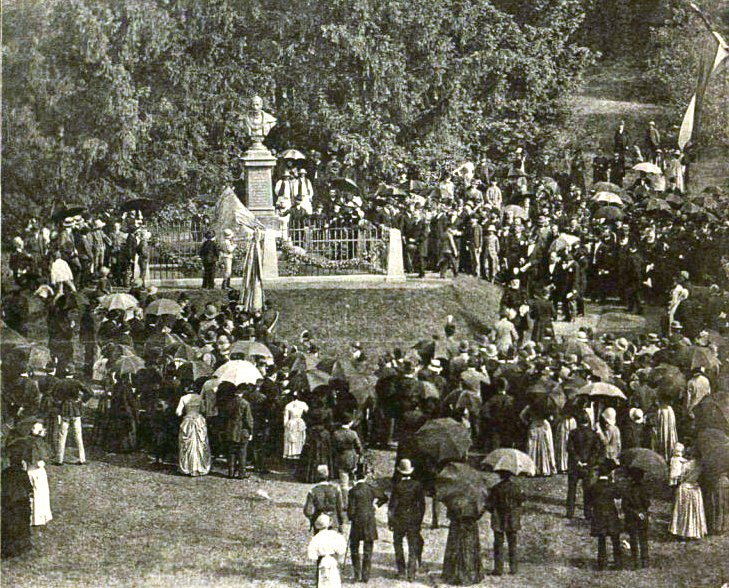
Inaugurarea monumentului lui Imre Mikó din Cluj
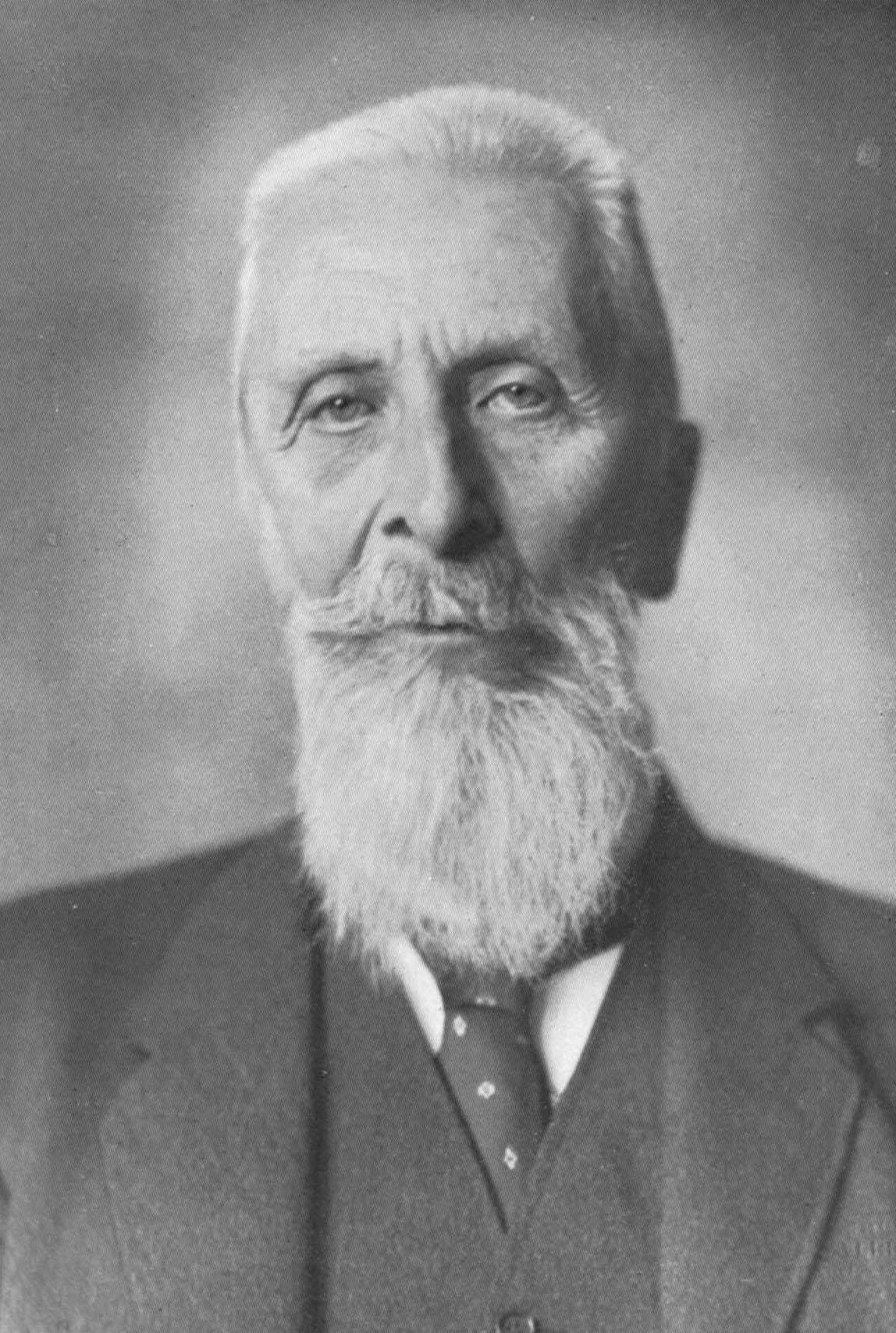
Portretul lui Albert Apponyi
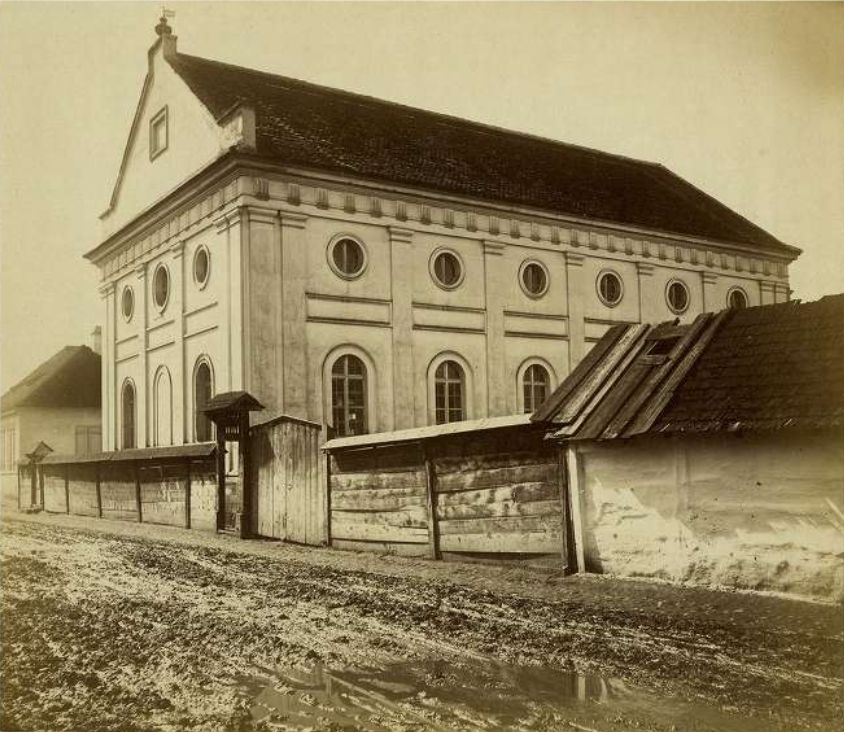
Sinagoga Ortodoxă din Cluj
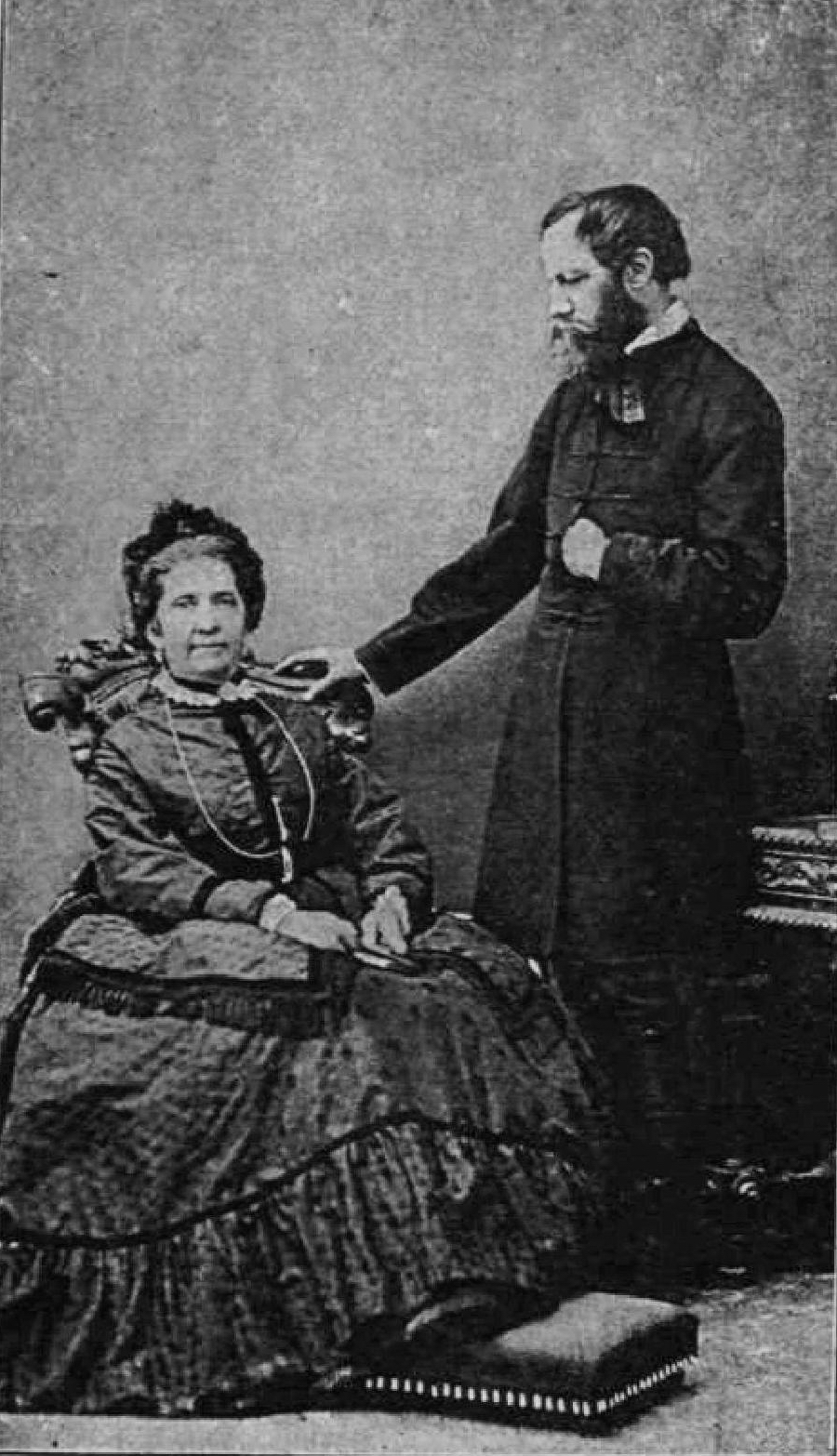
Mór Jókai cu soția sa, Róza